# يان كراتشفيلد
يان كراتشفيلد (بالإنجليزية: Jan Crutchfield)‏ هو كاتب أغاني ومغني ومغن مؤلف أمريكي، ولد في 26 فبراير 1938 في بادوكا في الولايات المتحدة، وتوفي في 1 نوفمبر 2012 في ناشفيل في الولايات المتحدة.

## روابط خارجية
- يان كراتشفيلد على موقع ميوزك برينز (الإنجليزية)
- يان كراتشفيلد على موقع أول ميوزيك (الإنجليزية)
- يان كراتشفيلد على موقع ديسكوغز (الإنجليزية)